# Sojaöl
Sojaöl ist ein aus der Sojabohne (Glycine max) gewonnenes pflanzliches Öl, das hauptsächlich als Nahrungsmittel Verwendung findet. In den letzten Jahren wird es vor allem in den Vereinigten Staaten auch verstärkt zur Herstellung von Biodiesel verwendet, daneben gibt es eine Reihe weiterer Nutzungen.

## Gewinnung

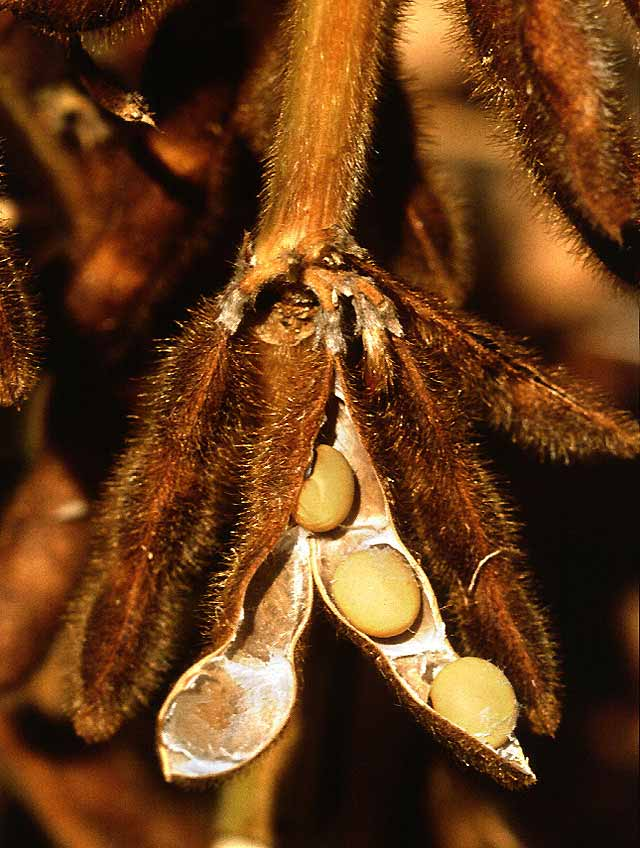
Sojabohne (Glycine max), reife Hülsen

Das Sojaöl kann sowohl durch Pressen wie auch durch eine Extraktion aus den Sojabohnen gewonnen werden.
Zur Extraktion des Sojaöls werden die Bohnen geschrotet, im Wassergehalt eingestellt, in Flocken gepresst und mit Hexan u. a. extrahiert. Das Öl wird raffiniert und für verschiedene Anwendungen verblendet; manchmal wird das Öl hydriert. In der Regel stellt das extrahierte Öl etwa 19 % des Trockengewichts der Bohnen dar, wobei der Ölgehalt direkt mit den Temperaturen und der Sonnenscheindauer während der Bohnenentwicklung korreliert.

## Eigenschaften
Die Farbe von Sojaöl ist abhängig vom Gewinnungsprozess. Durch Auspressen gewonnenes Sojaöl ist hellgelb, durch Extraktion gewonnenes Sojaöl ist dagegen bräunlichgelb. Der Geruch von Sojaöl ist stechend, modrig oder nussig, und wird meist als angenehm beschrieben.
Der hohe Anteil mehrfach ungesättigter, oxidationsempfindlicher Säuren wie z. B. Linolensäure führte zu Anwendungsproblemen im Ernährungsbereich. Daher kam es in den 1990er Jahren zu Sojabohnenölzüchtungen, die unter 1 % Linolensäure enthielten. Die partielle Hydrierung der Öle an Nickel-Katalysatoren führt teilweise zu trans-Fettsäuren, während natürliche Öle in der cis-Form vorlagen. Je nach Zusammensetzung und Bearbeitung wurden Sojaöl verschiedene CAS-Nummern zugewiesen; 8001-22-7 für das reine Öl bzw. seine Extrakte und 8013-07-8 als epoxidiertes Sojaöl (mit mindestens 7 % Oxiransauerstoffgehalt).

## Produktionsvolumen
Sojaöl stellt in der Weltölproduktion mit einem Anteil von 32 % weltweit nach Palmöl und vor Rapsöl das am zweitmeisten produzierte Pflanzenöl dar. Die Produktionsmenge steigt jährlich zurzeit um etwa 5,5 % und erreichte 2006/07 eine Rekordmarke von 35,8 Millionen Tonnen, was einer Verfünffachung der Produktion von 1970/71 mit 6,2 Millionen Tonnen entspricht. 26 % der Weltproduktion werden in den USA produziert, 15 % stammen aus Brasilien und 7 % aus der Europäischen Union.

Allgemeine chemische Struktur von Ölen, wie Sojaöl. Darin sind R^{1}, R^{2} und R^{3} Alkylreste (≤ 20 %) oder Alkenylreste (≥ 80 %) mit einer meist ungeraden Anzahl von Kohlenstoffatomen. Sojaöl ist wie andere Öle ein Gemisch von Triestern des Glycerins.

## Anwendungen
Während das Sojaöl eine Reihe von Anwendungsgebieten besitzt, werden die als Kuppelprodukte anfallenden proteinreichen Rückstände in Form von Sojaextraktionsschrot und Sojapresskuchen in der Regel als Futtermittel in der Tierhaltung verwendet.

### Nahrungsmittel
Die Hauptverwendung von Sojaöl findet in der Ernährung statt, wo es für ein großes Spektrum von Salatölen, Backfetten bis zu Margarine genutzt wird. Es ist zudem in einer Reihe von Fertigprodukten als Pflanzenölbestandteil enthalten. Vor allem in den USA ist Sojaöl das am meisten verwendete Pflanzenöl in der Küche – 80 % der Margarineproduktion und mehr als 75 % der Gesamtnutzung pflanzlicher Fette und Öle in den USA stellt Sojaöl dar.
Als ungesättigte Fettsäuren weist Sojaöl (bis zu 11 %) die Omega-3-Fettsäure Linolensäure auf, hauptsächlich jedoch (bis zu 59 %) die Omega-6-Fettsäure Linolsäure (siehe Tabelle zu den Inhaltsstoffen). Als günstiges Verhältnis von Omega-3 zu Omega-6 wird 1:5 angesehen. Der Kombination von Linolensäure mit Linolsäure wird eine Senkung des Koronarrisikos zugeschrieben.

### Pharmazeutik und Kosmetik
Die enthaltenen Fettsäuren finden vor allem Verwendung in Kosmetik- und Körperpflegemitteln sowie in einem großen Spektrum weiterer Anwendungen, vor allem als Wirkstoffträger für lipidlösliche Pflanzeninhaltsstoffe und Vitamine sowie als Grundlage für Badeöle und Cremes. In Kosmetikprodukten wird es in der Liste der Inhaltsstoffe als GLYCINE SOJA OIL (INCI) aufgeführt. Obwohl Sojaöl keine abstoßende Wirkung auf Insekten hat, wird es auch verwendet, um die nur kurze Wirkdauer ätherischer Öle wie Geranienöl zu verlängern.
Weiterhin wird aus Sojaöl β-Sitosterin gewonnen, das in der pharmazeutischen Industrie als Ausgangsprodukt zur Synthese von Estrogenen, Testosteron und Gestagenen dient.
Äußerlich wird Sojaöl in der Dermatologie bei Hautkrankheiten angewendet.

### Technische Anwendungen

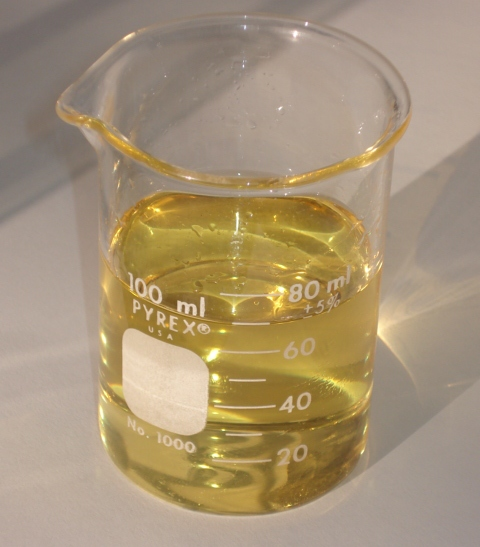
Biodiesel aus Sojaöl

Wie andere Pflanzenöle wird auch Sojaöl für eine Reihe von technischen Anwendungen genutzt. Vor allem in den letzten Jahren nahm seine Verwendung zur Herstellung von Biodiesel und Sojamethylester (SME) in den Vereinigten Staaten stark zu.
Außerdem dient es als schnelltrocknendes Öl zur Herstellung von Alkydharzen, Anstrichfarben und Spachtelmassen sowie seit 1987 insbesondere für Druckfarben. So werden in den USA etwa 50 % aller Zeitungen und sogar 75 % aller Tageszeitungen heute mit Druckfarben auf Sojaölbasis gedruckt, in Europa liegt der Anteil bei etwa 15 %.